# Ekspresionizam
Ekspresionizam je umjetnički pravac s početka XX. stoljeća razvijen u Njemačkoj, primarno u književnosti (poeziji) i slikarstvu, ali natruhe istog mogle su se pronaći i u glazbenoj umjetnosti. Danas se izraz može koristiti za svaki umjetnički rad u kojem je objektivna stvarnost pomaknuta ili simbolički predstavljena da bi opisala unutrašnje stanje umjetnika. U francuskom jeziku riječ expression,expresio znači izražaj, izraz.
Za razliku od impresionizma, koji je za cilj imao poticanje unutarnje emocije (impresija) preko vanjskog podražaja (cilj je prikazati doživljaj trenutka), ekspresionizam za osnovni cilj ima iznijeti unutarnje stanje autora, odnosno one emocije koje prožimaju samo njega i tako oblikuju njegovo viđenje svijeta. Te su misli i emocije uglavnom bile pesimistične i katastrofične, nastale pod utjecajem Prvog svjetskog rata, nemilosrdnog i besmislenog klanja i otuđenja ljudi u predratnom, ratnom i poratnom periodu. Ekspresionizam je prvi jasan krik modernoga čovjeka koji će, u periodu kasnog modernizma dobiti svoje filozofsko uobličenje.
Današnja povijest umjetnosti i književnosti uglavnom razlikuje tri faze ekspresionizma. Prva faza je predratni ili kozmički ekspresionizam u kojem se unutarnja ekspresija projicira prema nečemu vanzemaljskom i/ili nebeskom te se čovjek pokušava izjednačiti s prirodnim kozmosom, a rješenje problema vidi se i traži upravo u toj domeni. Ratni ekspresionizam obilježen je živim i pretjerano grotesknim slikama unutarnjeg užasa proizašlog iz žrtava Prvog svjetskog rata. Slike kakve se javljaju najčešće su grozne, ponekad i morbidne ili bolesne, a njihova temeljna svrha je ilustriranje unutarnje emocije koja se protivi besmislenosti rata. Treća i posljednja faza naziva se i poslijeratni ili socijalni ekspresionizam u kojem se tematika usmjerana prema čovjeku, socijalnom aspektu i kritici otuđenog suvremenog društva, a glavni "likovi" najčešće su mali ljudi čijim se sudbinama autori i bave.

## Likovna umjetnost
Ekspresionizam se u slikarstvu primarno javlja u germanskim zemljama (Njemačka i Austrija), kao specifičan pravac, da bi se kasnije, u nekakvim blažim varijacijama, javio i u Francuskoj. Kao poseban umjetnički pokret, njemačko ekspresionističko slikarstvo ranih 1900-ih razvija reakciju na inertne akademske standarde prethodnog stoljeća. Odbija slikoviti naturalizam da bi pokazao izravnost emocionalne ekspresije karakterizirane debelim iskrivljenim formama i napadnim bojama. Iako nastaje tek oko 1905., izvori ekspresionizma mogu se pronaći u slikarstvu Vincenta van Gogha (koji je utjecao na francuske ekspresioniste), Paula Gauguina i Henrija de Toulouse-Lautreca.
Začetnikom ekspresionističkog slikarstva smatra se Edvard Munch, norveški slikar koji je u svojim djelima prvi počeo primijenjivati elemente ekspresionizma. Njegove slike Strah i Krik prvi su relevantni primjeri pesimistične ekspresije unutrašnjeg stanja koja će obilježiti ekspresionizam. Krik u svojoj izvornoj, koloriranoj verziji, nastaje već 1893. (dakle, 12 godina prije utemeljenja prve ekspresionističke skupine!), a Strah 1894. Kasnije, točnije 1895., izradio je crno-bijelu verziju Krika uz obrazloženje da jedino bezbojnost doista može iznijeti pravo značenje krika. 
Prva prava ekspresionistička skupina, "Die Brücke" (Most), nastaje u Dresdenu 1905. god. Njihov manifest ističe važnost emocionalnog doživljaja kao testa moralnih i umjetničkih vrijednosti, a vrlo važan oslonac njihovom slikarstvo bio je pejsaž. Najprominentniji članovi skupine bili su Ernst Ludwig Kirchner, Emil Nolde, Max Pechstein i Karl Schmidt-Rotluff. Skupina je poticaj crpila od francuskih fovista, kao i Paula Gauguina, Vincenta van Gogha, Henrija de Toulouse-Lautreca i Edvarda Muncha.
Druga ekspresionistička grupa, "Der Blaue Reiter" (Plavi jahač) osnovana je u Münchenu 1911. godine. Ime su dobili po istoimenoj slici Vasilija Kandinskog, ruskog slikara koji je emigrirao u Njemačku, koji s Franzom Marcom formulira estetske vrijednosti grupe.  Iste godine kad i osniva skupinu, Kandinski, koji je bio vrsni teoretičar, kasnij profesor na Bauhausu, a ekspresionist je bio samo u ranoj fazi, izdaje svoj rad naslovljen O duhovnome u umjetnosti u kojem iznosti načela skupine, čija se estetika bazirala na traženju duhovnoga u umjetnosti, čime se razlikuju od skupine Die Brücke. Izuzev Kandinskog i Marca, u skupini djeluju i August Macke, Alexej von Jawlensky te Paul Klee, u ranijoj fazi stvaralaštva.
Iako manje poznata, nimalo manje značajna je i skupina "Neue Sachlichkeit" (Nova objektivnost) koja se razvila tijekom 1920-ih. Bila je to skupina koja je možda najbolje oslikala ratni i socijalni ekspresionizam, a ključne osobe koje se vežu uz rad skupine su George Grosz, njemački slikar značajan po svojim slikama koje oštro kritiziraju društvo i bezličnost, kao i otuđenost suvremenog čovjeka, i Otto Dix, čiji su slikoviti prikazi vješti prikazi ogorčenja prouzrokovanog ratnim terorom. Zanimljivo je kako su sve tri skupine s djelovanjem prestale 1933., kada ih Hitlerov NSDAP proglašava izopačenom umjetnošću.
Germanskom ekspresionističkom krugu pripadaju još i njemački slikari Max Beckmann i Paula Modersohn-Becker, kao i austrijski slikari Oskar Kokoschka i Egon Schiele, specifični po svom slikarskom izrazu. Kokoschkin stil vjerno je prikazao gusto namazane boje i debele slojeve istih, što je bila znakovita odlika ekspresionističkog slikarstva, uz određenu dozu mašte, dok je Schieleov stil prepun nakaradnih i deformiranih prikaza (načelno su to bili ekspresionistički portreti) preko kojih autor izražava svoje ogorčenje.
Francuski su ekspresionisti u svom izrazu bili znatno umjereniji i nisu imali nekakvu specifičnu grupnu homogenost već su djelovali neovisno, a elemente njihovog slikarstva slijedili su i brojni strani slikari koji su se okupljali u Parizu, tadašnjem kulturnom središtu. Georges Rouault značajan je po svojim deformiranim i unakaženim prikazima punih bunta koje je prenosio i na religijske (Izbičevani Krist), ali i na svjetovne teme u kojima je prikazivao likove s dna društvene ljestvice (prostitutke, ulične artiste, ...). Pod okriljem francuske, djeluje i belgijsko-britanski slikar James Ensor. Njegov ekspresionizam bazirao se na prikazivanju nakaradnoga i gortesknoga, lica koja izazivaju jezu pri samom pogledu. Isprva je bio jedan od sljedbenika Paula Gauguina, a kasnije se afirmirao kao ekspresionist. Bjeloruski Židov s radom u Parizu bio je Chaïm Soutine, značajan po svojim portretima i slikama koje se bave egzistencijalnom tematikom i stilom koji je bio iznimno sličan onome Amedea Modiglianija. Modigliani je bio Talijan na radu u Parizu, specifičnog slikarskog izraza bliskog ekspresionizmu, ali još bližeg primitivizmu. Proslavio se svojim portretima koji prikazuju izdužene likove pune emocija i melankonije, najčešće odsutnih pogleda i atipične, ali očaravajuće ljepote (sličnost sa Soutineom). Posebna figura francuskog ekspresionizma, također bjeloruski Židov, bio je i Marc Chagall. Iako je u prvoj fazi bio prokubist, a u posljednjoj nadrealist, važna okosnica njegovog slikarstva njegove su ekspresionističke slike koje obiluju korištenjem boja (snažne simbolike), ali i specifičnim prikazima sela, koje je bilo njegov vječni motiv.

### Apstraktni ekspresionizam
Apstraktni ekspresionizam je kolektivno ime za grupu umjetnika u New Yorku koji su radili strasno emocionalne slike karakterizirane vrlo debelim nanosima boje i mase. Ovaj naziv je upotrijebio 1929. godine Alfred H. Barr Jr., osnivač muzeja moderne umjetnosti. Predstavlja kombinaciju apstraktne umjetnosti Vasilija Kandinskog i ekspresionističkih načela, a poznatim ga je učinio Jackson Pollock, a uz njega i Franz Kline, Mark Rhotko i Willem de Kooning. Bilo je to slikarstvo izrazite dinamike čija je posebnost bila korištenje cjelokupnih tjelesnih pokreta za prikazivanje slikarske teme.

## Književnost
Ključni pojam ekspresionista u književnosti bila je riječ "krik" (po Munchovoj slici) kako bi dočarali užase Prvoga svjetskog rata. Zahvatio je većim dijelom područja Njemačke i Austrije koji su smatrali da autor mora izraziti svoj stav te tako objavljuju subjektivna djela (što je jedna od karakteristika romantizma). Osim individualizma i iznošenja unutarnje ekspresije, važne odlike ekspresionizma bile su izražena simbolika, dominantno korištenje boja i njihovo specifično značenje, racionalizacija i "sužavanje" izraza, ali i uvođenje određenih jezičnih promjena koje su bile, u većem segmentu, karakteristične i za ostale avangardne pravce (futurizam, nadrealizam, dadaizam - izuzetak su imažinizam i konkretna poezija).
| Georg Trakl |  | Georg Trakl    |
| Georg Trakl |  | Gottfried Benn |

Ključni predstavnici književnog ekspresionizma bili su Rainer Maria Rilke, Hermann Bahr, Georg Trakl, August Stramm Gottfried Benn i ostali, ali su se naznake ekspresionizma vidljive i u djelima drugih autora. Specifičan krug ekspresionista okupio se u Njemačkoj, a obilježili su ga, posebno, Trakl, Stramm, Bahr i Benn, koji je radio kao liječnik i tako dobio direktan uvid u strahote rata. Njegova pjesma Mrtvačnica direktan je prikaz slika ratnog terora, deformiranih i unakaženih likova s kojima se Benn susretao kao liječnik, zbog čega i jest specifična unutar opusa njemačkog ekspresionizma. Od književnih vrsta najviše se pisalo drama i poezije. Poezija je uglavnom koristila grad kao osnovnu temu te su to bile kratke pjesme pisane slobodnim stihom i bez interpukcije. Koristile su se i apstraktne slike i estetika ružnoće u pjesmama. Ekspresionističku dramu su okarakterizirali monolozi, pantomime, masovne scene s puno glumaca, puno boje i puno pokreta i glazbe. Iz ekspresionizma izašlo je najviše kvalitetnih djela od ostalih pravaca avangarde i oni su najviše utjecali na kasnije pisce. 
Ekspresionističke proze u načelu nije bilo puno, ali su se elementi pravca mogli uočiti u stvaralaštvu nekolicine autora. Franz Kafka, prvak magičnog realizma (literarne fikcije), u svojim je djelima prikazivao likove čija sama egzistencija predstavlja krik i Kafkin bunt prema suvremenom društvu, birokraciji i otuđenosti ljudske egizstencije. Takvi su i njegovi likovi Gregora Samse iz Preobražaja i Josef K. iz Procesa. Švicarski nobelovac Hermann Hesse u romanu Stepski vuk iznosi velik broj ekspresionističkih elemenata prikazanih iz očiju Harryja Hallera. Natruhe se, iako se radi o romanu bliskom egzistencijalizmu, vide i u remek-djelu Krik i bijes, američkog nobelovca Williama Faulknera, ali i u kasnijoj fazi ("faza pobune") opusa Alberta Camusja.
U hrvatskoj književnosti ekspresionizam se odlikuje primarno pjesničkim, a kasnije i dramskim opusom autora između 1914. i 1952. Dominantna ličnost rane faze svakako je Antun Branko Šimić, pjesnik i novinar rodom iz Drinovaca, koji je u svojoj jedinoj, za života, objavljenoj zbirci, Preobraženja prikazao unutarnju ekspresiju i vlastite emocije preko niza tema i simbola. Zbirka započinje pjesmom Moja preobraženja, koja služi kao svojevrsni manifest, a završava antologijskim pjesmama Opomena i Budući. Njegov novinarski rad obilježen je časopisima Juriš i Vijavica, a izuzev njega istaknuli su se i časopisi Kokot, kojeg je uređivao Ulderiko Donadini te Plamen Miroslava Krleže. Pjesnički opus obogatili su i Ivo Andrić i Tin Ujević, u svojoj ranoj fazi, ali i Miroslav Krleža. Krleža, koji će se profilirati u najvećeg hrvatskog pisca XX. stoljeća, znakovit je i izbog svog dramskog opusa koji također sačinjava dio ekspresionističke baštine hrvatske književnosti. Naime, njegova groteskna krabuljna igra Kraljevo smatra se za prvom ekspresionističkom dramom u svijetu, a elemente pravca prikazivao je i u kasnijim, ratnim dramama kao što su Golgota i Vučjak (primjer je Horvatov san).

### Ostali ekspresionisti u književnosti
- Jakob van Hoddis, pjesnik

## Glazbena umjetnost
Iako se impresionizam formirao jasno oko Mauricea Ravela i Claudea Debussyja, glazbeni ekspresionizam teško je odrediti. Uglavnom se pojam veže uz Drugu bečku školu i Arnolda Schönberga, te njegova dva učenika, Antona Weberna i Albana Berga. Schönberg je u svojoj ranoj fazi kombinirao glazbu romantizma s elementima avangarde koja će, posebice u njegovu remek-djelu Pierrot Lunaire, ciklusu pjesama o Pierrotu i njegovom povratku kući, doseći razmjere ekspresionizma. U posljednjoj će fazi njegov ekspresionizam biti obilježen kombiniranjem s dodekafonijom, tehnikom o dvanaesttonskom nizu koju je formirao i razložio on sam. Kod Weberna se, zbog relativno malenog opusa, ne može jasno uočiti glazbeni ekspresionizam (te je tako njegov stil bliži punktualizmu), dok se kod Berga on uočava najjasnije. Iako prisutan i u njegovim instrumentalnim djelima, vrhunac ekspresionizma vidi se u njegovim opernim remek-djelima - operama Wozzeck i Lulu. Obje opere smatraju se ključnim djelima XX. stoljeća, a uspješno kombiniraju dodekafoniju s elementima ekspresionizma koji se vidi i u glazbi i u radnji, ali i u dizajnu i scenografiji propisanoj od strane autora.

## Arhitektura
Ekspresionistička arhitektura je avangardna arhitektura u Njemačkoj, Nizozemskoj, Austriji, Češkoj i Danskoj koja je nastala u godinama poslije Prvog svjetskog rata, s vrhuncem do 1930-ih. God. 1913. Adolf Behne je arhitekturu Brune Tauta u časopisu „Pan“ prvi put nazvao ekspresionističkom upoređujući je sa slikarskim pravcem ekspresionizma. Danas ovaj pojam podrazumjeva svaku arhitekturu koja posjeduje osobitosti ovog pokreta, kao što su izobličenja, fragmentaciju ili silovitu komunikaciju prenaglašenih emocija.

## Vanjske poveznice
- Tiha Pobuna  Arhivirana inačica izvorne stranice od 18. prosinca 2008. (Wayback Machine) povodom izložbe ekspresionista u Klovićevim dvorima (Studeni 2008)
- Ekspresionizam na Znanje.org
- Avangarda i modernistički pokreti
- Alfirević, Đorđe. Expressionism as The Radical Creative Tendency in Architecture. Arhitektura i urbanizam (Beograd), br.34 (2012), str. 14–27.
- Alfirević, Đorđe. Ekspresionizam u arhitekturi XX veka u Srbiji, doktorska disertacija. Beograd: Arhitektonski fakultet Univerziteta u Beogradu, 2015.